# Passo di Pila
Il passo di Pila (detto anche passo Grasso di Pila o passo Barbellino) è un valico alpino alto 2.513 m s.l.m. situato alla testata della Val Seriana, lungo il crinale che collega il Monte Torena al Pizzo Strinato, ovvero sullo spartiacque tra la Provincia di Bergamo e la Valtellina.
Il sentiero CAI 324 sale al passo dalla Val Belviso (provincia di Sondrio) risalendo la Valle di Pila, attraversando prima prati e pascoli, poi un largo canalone erboso molto ripido (tracce e bolli). Per raggiungere il valico dalla Provincia di Bergamo si parte invece da Valbondione, si prende per il rifugio Curò e si costeggia il lago del Barbellino in direzione del lago del Barbellino Naturale. Giunti al rifugio Barbellino si prosegue lungo il sentiero che costeggia a sinistra il lago. Da qui il tracciato prosegue con pendenza crescente, oltrepassando i laghetti di Pila ed arrivando infine al passo.
Dal passo è possibile proseguire in direzione nord ovest per un tracciato poco battuto che, passando prima per prati e poi per un ripido mucchio di sfasciumi, conduce alla vetta del Monte Torena.

## Bibliografia

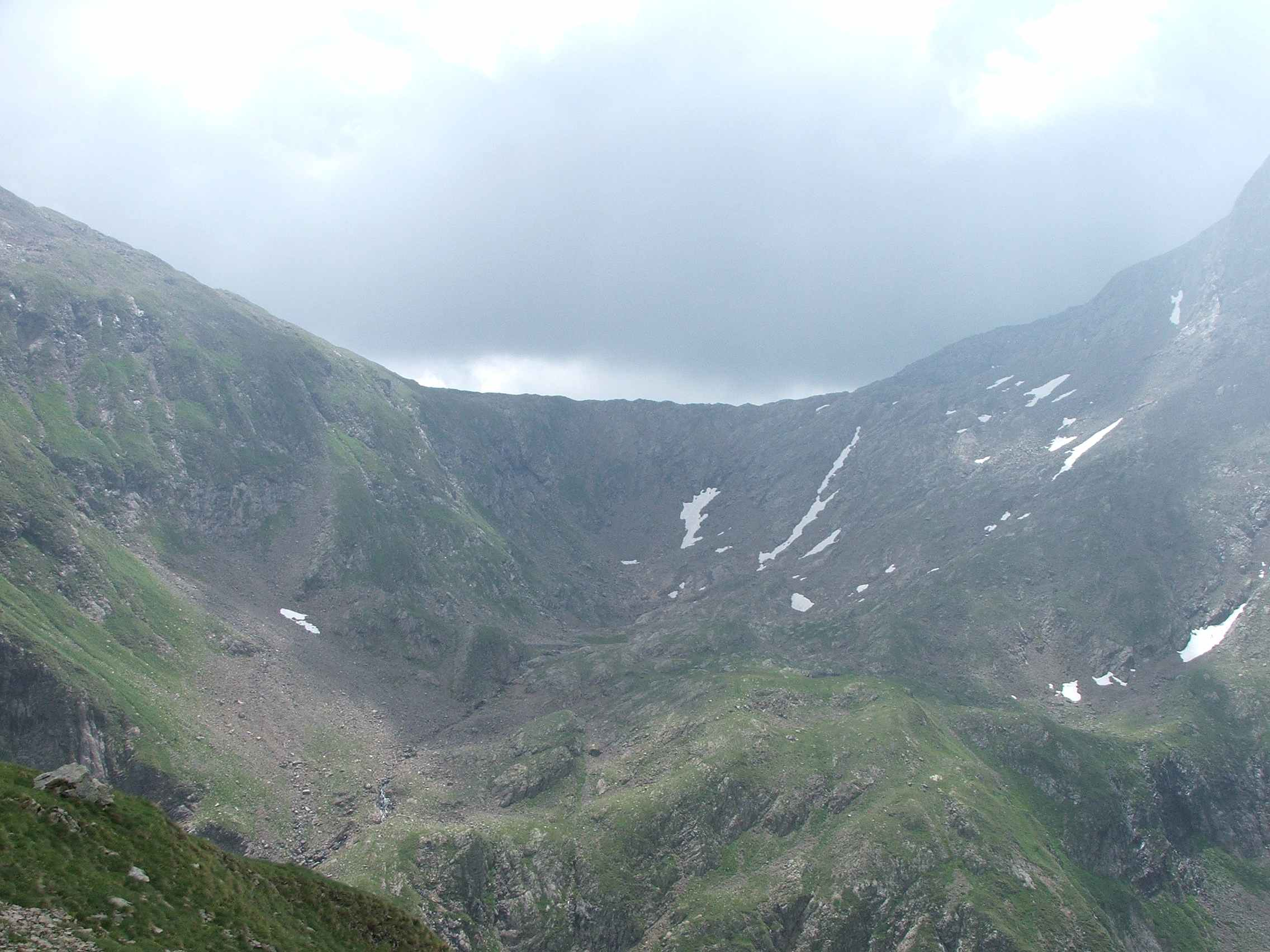
Il Passo di Pila visto dal sentiero per il Passo Caronella